# Джурні
Джурні (перс. جورنی) — село в Ірані, входить до складу дехестану Барандуз у Центральному бахші шахрестану Урмія провінції Західний Азербайджан.